# Internationale luchthaven van Rhodos
De internationale luchthaven van Rhodos (ook Luchthaven Diagoras genoemd) (Grieks: Κρατικός Αερολιμένας Ρόδου „Διαγόρας“) is een luchthaven op het Griekse eiland Rhodos.
De luchthaven ligt 14 km ten zuidwesten van de hoofdstad van het eiland, Rhodos stad, vlak bij het dorpje Paradisi. Het is de vierde luchthaven van Griekenland wat passagiers betreft.

## Geschiedenis
Luchtvaart op Rhodos startte na de Tweede Wereldoorlog op het vliegveld Maritsa. Deze was de belangrijkste luchthaven van het eiland tot de nieuwe luchthaven opende in 1977. De nood voor een moderne luchthaven was groot aangezien Maritsa niet meer voldeed aan de verwachtingen van een luchthaven. Van de nieuwe luchthaven "Diagoras" werd verwacht dat het beter zou kunnen voldoen aan de noden van het eiland door de ligging.
Over de jaren zijn er talrijke verbeteringen aangebracht zoals de uitbreiding van de taxibanen, het platform en de luchthavengebouwen. De meest recente uitbreiding was de nieuwe passagiersterminal die geopend werd in 2005 om een steeds groter wordend passagiersbestand op te kunnen vangen.
In 2015 werd de luchthaven voor 14 uur gesloten toen er een zinkgat verscheen op de startbaan. Vluchten werden omgeleid naar Athene. In december van datzelfde jaar werd de privatisering van de luchthaven van Rhodos (samen met 13 andere luchthavens) afgerond. Vanaf 11 april 2017 beheert een joint venture van Fraport AG/Copelouzos Group en het Griekse privatiseringsfonds de 14 luchthavens voor een periode van 40 jaar.

## Infrastructuur

### Startbaan
De enige startbaan van de luchthaven is 06/24 met een lengte van 3306 meter en een breedte van 60 meter. Er zijn zes taxibanen die de startbaan met de terminal verbinden.

## Statistieken
| Jaar | Passagiers |
| ---- | ---------- |
| 2019 | 5.542.223  |
| 2018 | 5.567.751  |
| 2017 | 5.301.223  |
| 2016 | 4.942.386  |
| 2015 | 4.579.023  |
| 2014 | 4.552.056  |
| 2013 | 4.200.059  |
| 2012 | 3.813.947  |
| 2011 | 4.148.386  |
| 2010 | 3.586.572  |
| 2009 | 3.470.111  |
| 2008 | 3.567.469  |
| 2007 | 3.625.962  |
| 2006 | 3.491.522  |
| 2005 | 3.207.514  |
| 2004 | 3.036.523  |
| 2003 | 3.166.070  |
| 2002 | 3.230.483  |
| 2001 | 3.428.175  |
| 2000 | 3.407.050  |
| 1999 | 3.291.518  |
| 1998 | 2.672.312  |
| 1997 | 2.515.295  |
| 1996 | 2.241.517  |
| 1995 | 2.344.623  |
| 1994 | 2.491.786  |